# José Medina (ciclista)
José Alfredo Medina Andrade (nascido em 13 de agosto de 1973) é um ciclista chileno que participa em competições de ciclismo de pista e estrada. Participou de dois Jogos Olímpicos, em Atlanta 1996 e Sydney 2000.